# Prima Megamarket
Prima (případně Prima Megamarket) byl obchodním řetězcem společnosti Euronova, posléze Ahold, provozovaný v České republice od roku 1995. Formátově se jednalo o kompromis mezi supermarkety a hypermarkety – nabízel větší nabídku (stejně jako hypermarkety), doplňkové stánky a prodejny (stejně jako hypermarkety), ovšem na menším prostoru a s menším personálním obsazením (stejně jako supermarkety).
Prima se po Maně a Sesamu stala třetím řetězcem provozovaným Euronovou (resp. Aholdem) v Česku. Řetězec otevíral prodejny spíše v krajských a významných okresních městech, první prodejnu otevřel v Břeclavi.
V roce 2001 se Ahold, tehdy provozující supermarkety Albert a hypermarkety Hypernova, rozhodl, že dvě podobné obchodní linie sloučí a Primy tak spojil s Hypernovou - poslední Prima zavřela v roce 2003. Prodejny, které prostorově nevyhovovaly, byly přestavěny, některé ovšem byly uzavřeny.

## Zajímavosti
- V názvu řetězce se vyskytuje slovo megamarket, který byl obchodním označením formátu řetězce Prima. V názvu řetězce to bylo poprvé, co se tento výraz objevil, ovšem tento pojem tržní terminologie nezná.
- Poslední veřejná zmínka o řetězci pochází z filmového dokumentu Český sen (natáčeno roku 2003), ve kterém se během výzkumu oční kamerou objevuje leták řetězce Prima.